# Irpin

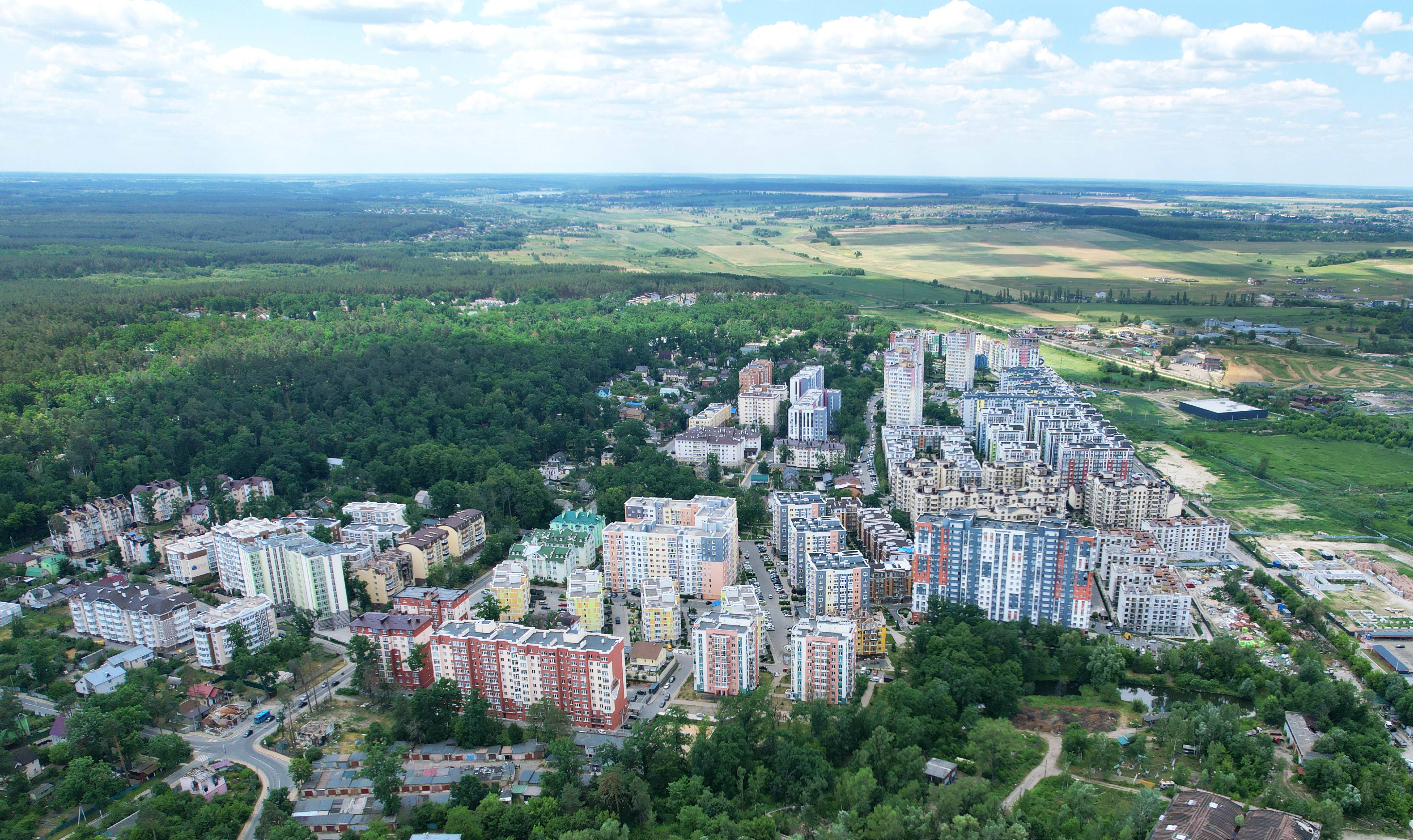
Blick auf den Ort

Irpin (ukrainisch Ірпінь; russisch Ирпень Irpen) ist eine Stadt in der ukrainischen Oblast Kiew mit etwa 63.400 Einwohnern (2024). Die Stadt befindet sich etwa 27 Kilometer nordwestlich von Kiew am Ufer des Irpin und gehört zum Rajon Butscha. Verwaltungstechnisch gliederte sich die Stadt bis Juli 2020 neben der eigentlichen Stadt noch in die drei Siedlungen städtischen Typs Worsel, Hostomel und Kozjubynske.

## Geschichte
Ein Urlaubsort Irpin wurde 1899 gegründet, als dort die Bahnstrecke Kowel–Kiew zwischen Kiew und Kowel gebaut worden war. 1958 erhielt Irpin die Stadtrechte. Im Jahr 2020 kam die Stadt zum Rajon Butscha.
Am 24. Februar 2022 begann der russische Überfall auf die Ukraine. Irpin und der Flughafen Kiew-Hostomel wurden im März 2022 zum Schauplatz schwerer Kämpfe zwischen russischen und ukrainischen Truppen, mit etlichen zivilen Opfern. Große Teile der Bevölkerung wurden evakuiert. Die Stadt konnte von der russischen Armee nicht vollständig eingenommen werden. Ende März 2022 eroberte die ukrainische Armee das Stadtgebiet zurück.
Nach dem russischen Abzug wurden Anfang April russische Kriegsverbrechen bekannt: 200 bis 300 Zivilisten wurden getötet, die teils von russischen Soldaten vergewaltigt und gefoltert worden waren. Laut dem Bürgermeister habe eine Geschlechtertrennung stattgefunden, wobei die ukrainischen Männer teils selektiv und teils willkürlich erschossen worden seien. Außerdem seien russische Truppen mit ihren Panzerwagen über die Leichen gefahren.

## Verwaltungsgliederung
Am 12. Juni 2020 wurde die Stadt zum Zentrum der neugegründeten Stadtgemeinde Irpin (Ірпінська міська громада/Irpinska miska hromada). Zu dieser zählen auch die vier in der untenstehenden Tabelle aufgelisteten Dörfer, bis dahin bildete sie zusammen mit den drei Siedlungen städtischen Typs Worsel, Hostomel und Kozjubynske die gleichnamige Stadtratsgemeinde Irpin (Ірпінська міська рада/Irpinska miska rada) im Norden des Rajons Kiew-Swjatoschyn, war jedoch kein Teil desselben, sondern direkt der Oblastverwaltung unterstellt.
Am 17. Juli 2020 kam es im Zuge einer großen Rajonsreform zum Anschluss des Rajonsgebietes an den Rajon Butscha.
Folgende Orte sind neben dem Hauptort Irpin Teil der Gemeinde:
| Name                     | Name                 | Name                                           |
| ukrainisch transkribiert | ukrainisch           | russisch                                       |
| ------------------------ | -------------------- | ---------------------------------------------- |
| Dibrowa                  | Діброва              | Диброва                                        |
| Kosynzi                  | Козинці              | Козинцы (Kosinzy)                              |
| Mychajliwka-Rubeschiwka  | Михайлівка-Рубежівка | Михайловка-Рубежовка (Michailowka-Rubeschowka) |
| Sabutschtschja           | Забуччя              | Забучье (Sabutschje)                           |

## Entwicklung der Einwohnerzahl
| Jahr | Einwohnerzahl |
| ---- | ------------- |
| 1923 | 02.226        |
| 1926 | 02.513        |
| 1939 | 06.489        |
| 1959 | 18.186        |
| 1970 | 25.275        |
| 1979 | 31.508        |
| 1989 | 38.710        |
| 2001 | 40.593        |
| 2010 | 41.185        |
| 2016 | 47.102        |
| 2021 | 42.480        |

## Städtepartnerschaft
- Borna (Deutschland)
- Milwaukee (USA)
- Gernika (Spanien, 2022)

## Persönlichkeiten
- Iryna Koljadenko (* 1998), Ringerin.